# Saint-Léonard-de-Noblat
Saint-Léonard-de-Noblat település Franciaországban, Haute-Vienne megyében. Lakosainak száma 4319 fő (2022. január 1.). Saint-Léonard-de-Noblat Le Châtenet-en-Dognon, Eybouleuf, Champnétery, La Geneytouse, Moissannes, Royères és Saint-Denis-des-Murs községekkel határos.

## Népesség
A település népessége az elmúlt években az alábbi módon változott:
| Lakosok száma | 4630 | 4633 | 4744 | 4554 | 4470 | 4385 | 4357 | 4332 | 4319 |
|               | 2013 | 2015 | 2016 | 2017 | 2018 | 2019 | 2020 | 2021 | 2022 |